# Gélignite

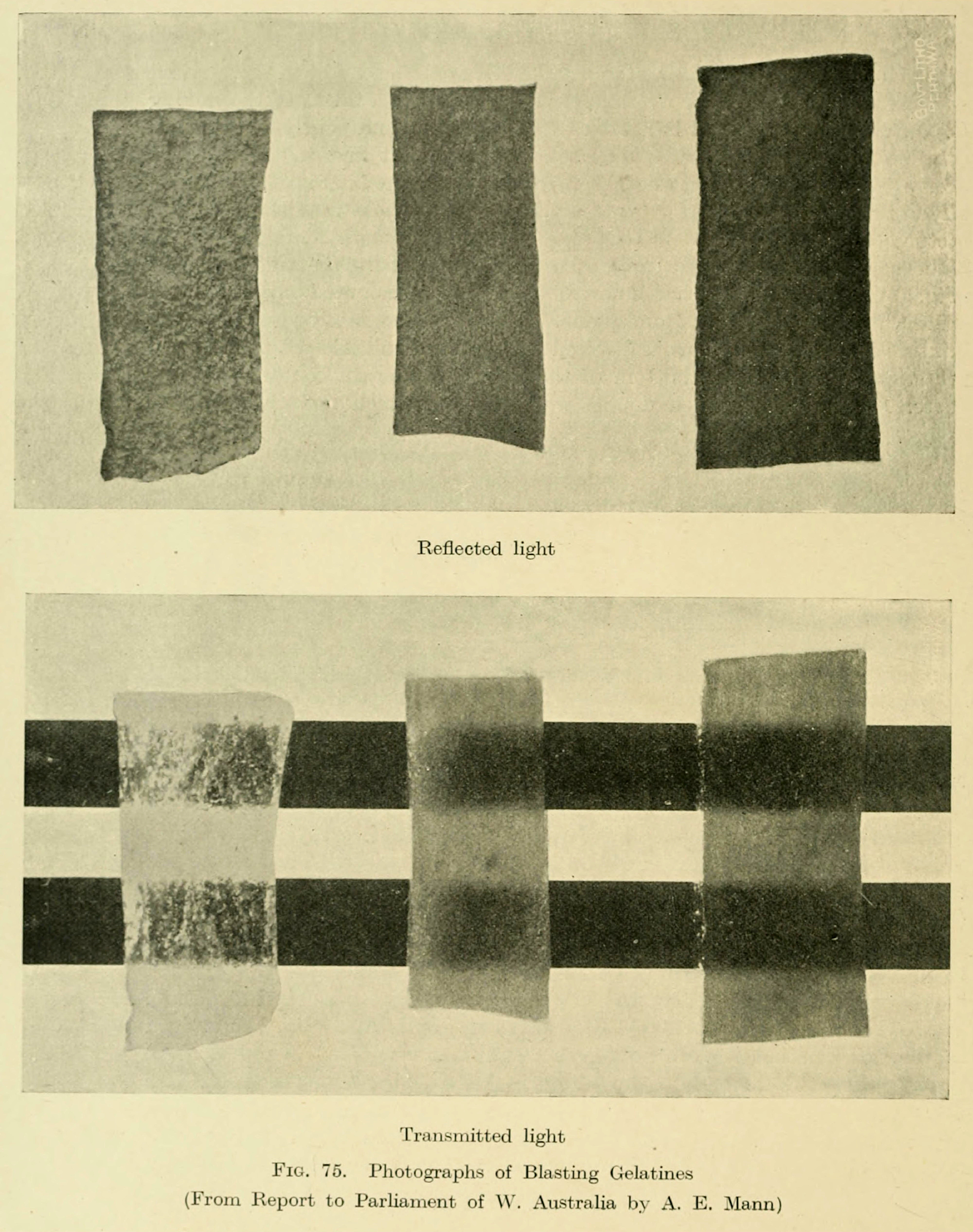
Une photographie de gelignite, tirée du livre d'Arthur Marshall "Explosives". Philadelphia, P. Blakiston, 1917

La gélignite est un explosif constitué de coton et de collodion dissous dans de la nitroglycérine ou du nitroglycol et mélangé avec de la pâte à papier et du salpêtre (nitrate de potassium)
Il a été inventé en 1875 par le chimiste suédois Alfred Nobel, qui a également inventé la dynamite.